# Joaquim Vitorino da Silva
Joaquim Vitorino da Silva ComC (Miranda do Corvo, Miranda do Corvo, 8 de Novembro de 1783 - Miranda do Corvo, Miranda do Corvo, 30 de Abril de 1852), 1.º Barão de Miranda do Corvo, foi um juiz, militar e político português.

## Biografia
Era Bacharel formado em Direito pela Faculdade de Direito da Universidade de Coimbra e em 1808 era Juiz Ordinário na sua terra natal de Miranda do Corvo. Auxiliou a insurreição e luta contra os Franceses, alcançando grande prestígio na sua região, vindo a ser eleito Capitão-Mor das Ordenanças de Miranda do Corvo e de Podentes em 1815. Em 1817 foi de novo Juiz Ordinário e, como tal, auxiliou a campanha da vacinação antivariólica obrigatória. Adepto da Revolução Liberal do Porto de 1820, que fez aclamar, teve de novo a eleição para Juiz Ordinário. Com a instalação do Governo de D. Miguel I de Portugal, e não obstante ter assinado o auto de aclamação do Soberano, foi forçado a homiziar-se. Foi então demitido da Capitania-Mor de Miranda do Corvo a 2 de Setembro de 1830. Voltou do exílio depois do Triunfo Liberal e foi o primeiro Administrador Liberal do seu Concelho, ascendendo a Coronel do Batalhão Nacional da Lousã. Em 1843 fez parte do Conselho Municipal e em 1846, pela Revolução da Maria da Fonte, foi apontado como um dos titulares revolucionários. Era Comendador da Ordem Militar de Cristo.
O título de 1.º Barão de Miranda do Corvo foi-lhe concedido, em sua vida, por Decreto de D. Maria II de Portugal de 21 de Agosto de 1840.

## Casamentos e descendência
Casou primeira vez a 18 de Fevereiro de 1808 com Emília de Castro Finoli (Soure, Vila Nova de Anços - ?), sem geração.
Casou segunda vez a 16 de Fevereiro de 1835 com Patrícia Xavier Pereira (Miranda do Corvo, Miranda do Corvo, do vizinho lugar da Pereira - ?), sem geração.